# Трагедия на реке Юрункаш
Трагедия на реке Юрункаш — несчастный случай в походе группы туристов-водников под руководством Сергея Черника. Целью похода шестой (высшей) категории сложности было первопрохождение горной реки Юрункаш (Синьцзян-Уйгурский автономный район, КНР). В результате двух последовательных аварийных ситуаций при сплаве по неразведанным участкам реки 24 и 27 августа 2007 года погибло трое из шести членов группы, включая руководителя, один человек пропал без вести. Двое выживших туристов были спасены в ходе совместной поисково-спасательной операции МЧС России и Министерства обороны КНР.

## Организация похода
Маршрут похода был утверждён Маршрутно-квалификационной комиссией Федерации спортивного туризма Москвы (МКК ФСТ-ОТМ) и согласован с властями Китая. Тургруппа в составе шести человек, прибыв в город Хотан 11 августа, должна была добраться до верховьев реки Юрункаш и спуститься по ней на четырёхместном и двухместном катамаранах, вернувшись в окрестности Хотана. Контрольный срок возвращения группы был назначен на 2 сентября, следить за ним должен был сертифицированный китайский гид-проводник Чжан Хун, помогавший в организации похода.

## Состав группы
- Черник, Сергей Иванович 1960 г. р., руководитель группы — погиб в первой аварии 24 августа.
- Черник, Иван Сергеевич 1982 г. р. — погиб в первой аварии 24 августа.
- Сметанников, Владимир Борисович 1982 г. р. — погиб во второй аварии 27 августа.
- Тищенко, Дмитрий Иванович 1973 г. р. — пропал без вести после второй аварии 27 августа.
- Зверев, Александр Владиславович 1972 г. р — выжил, подобран спасателями 21 сентября.
- Паутов, Андрей Сергеевич 1979 г. р. — выжил, вышел к спасателям 21 сентября.

## Описание событий

### Начало похода
Выход в верховья реки Юрункаш был произведён в соответствии с намеченным планом: автотранспортом через посёлок Керия в кишлак Пулу (Полур), оттуда караваном с перевозкой груза на ослах. 19 августа группа достигла реки и обнаружила, что уровень воды позволяет начать сплав (по плану предполагался ещё двухдневный пеший переход вниз по течению). В тот же день туристы простились с проводниками. 20 августа группа начала сплав и ко второй половине дня 24 августа прошла 130—140 км, оказавшись в труднодоступном каньоне с крутыми осыпями по берегам, затруднявшими разведку и обнос препятствий.

### Первая авария
Основную опасность в каньоне представляли мощные «бочки». Около 17 часов 24 августа оба катамарана попали в «бочки» и перевернулись. При этом экипаж катамарана-«двойки» (Зверев и Сметанников) и носовые гребцы «четвёрки» (Паутов и Тищенко) были оторваны от судов. Зверев, Паутов и Тищенко сумели выбраться на берег, а Сметанников — на камень в русле реки. Отец и сын Черники остались на «четвёрке». Сергея Черника с момента аварии живым никто не видел, позже было обнаружено, что «выжимная труба» рамы катамарана попала между его спасательным жилетом и гидрокостюмом (причина этого не установлена). Иван Черник некоторое время боролся с потоком, но через два часа его пронесло мимо Сметанникова без признаков жизни. «Четвёрку» вынесло из «бочки» примерно через пять часов, уже в сумерках. С неё сорвало все рюкзаки, что также не получило объяснения.
Утром 25 августа по малой воде Сметанников смог переплыть на берег, в течение дня четверо уцелевших туристов поднялись из каньона на полку долины и объединились. 26 августа они двинулись вниз по течению и пройдя около 5 километров увидели в «улове» у берега оба катамарана, вёсла и рюкзаки. Спустившись к воде, туристы обнаружили тела Сергея и Ивана Черников. Четырёхместный катамаран оказался сильно повреждён. Оставшиеся члены группы сочли его не подлежащим ремонту и приняли решение продолжить сплав вчетвером на «двойке» до ближайшего места схода с маршрута, бросив часть снаряжения. Тела погибших уложили на берегу, накрыв обломками катамарана. 27 августа группа продолжила спуск по реке, стараясь обносить сложные препятствия.
По мнению производившей разбор несчастного случая комиссии, к этому времени выжившие участники похода находились в неадекватном состоянии из-за стресса от гибели товарищей и отсутствия руководителя.

### Вторая авария
27 августа, сплавляясь вчетвером на двухместном катамаране, уцелевшие после первой аварии члены тургруппы прошли 8—10 км и оказались в следующем сложном каньоне. Несколько препятствий удалось обнести, но затем, около 17 часов, они пропустили намеченное место причаливания, были увлечены течением реки в очередной слив и застряли в «бочке» за ним. Катамаран перевернулся, Зверев и Паутов были сброшены с него, но сумели выбраться на разные берега реки. Паутова снесло вниз по течению, поэтому друг друга они не видели. Сметанников и Тищенко остались на катамаране, который более часа находился в «бочке», иногда выходя из неё в прибрежный «улов», но тут же возвращаясь обратно. Затем Тищенко выпал с катамарана и был унесён течением без признаков жизни. Как покинуло «бочку» тело Сметанникова, Зверев не видел.

### Положение выживших
После второй аварии двое выживших туристов оказались разделены и не знали о судьбе друг друга. Они остались без пищи и снаряжения в безлюдной местности, в каньоне с высокими крутыми берегами, не позволяющими ни уйти от реки, ни пройти далеко вверх или вниз по течению. Средств связи и подачи аварийных сигналов у них не было. Всё, что они могли сделать, это стараться выжить и надеяться на помощь.

### Поисково-спасательные работы
2 сентября тургруппа не прибыла в назначенную точку окончания маршрута в 50—60 км выше города Хотан, где на берегу реки Юрункаш появляется автодорога. Ожидавший прибытия туристов китайский проводник Чжан Хун в тот же день сообщил об этом в Москву. 4 и 5 сентября он опрашивал работающих вблизи реки старателей, но они не видели группы Черника.
5 сентября было принято решение об организации поисково-спасательных работ. Информация о пропаже группы российских водных туристов в Китае была доведена до сведения министра иностранных дел С. В. Лаврова, который также был и президентом Федерации гребного слалома России (ФГСР). Туристско-спортивный союз России (ТССР) и ФГСР официально обратились в посольство КНР, а также в МИД и МЧС России с просьбой организовать спасательную операцию и обеспечить участие в ней российских спасателей.
7 сентября, на саммите стран Азиатско-Тихоокеанского региона в Австралии, Лавров рассказал о происшествии президенту России В. В. Путину в присутствии председателя КНР Ху Цзиньтао. Таким образом, внимание к проблеме было привлечено на высшем государственном уровне. Впервые в истории российско-китайских отношений была достигнута договорённость о совместной спасательной операции на территории КНР.
8 сентября начались наземные поиски пропавших туристов силами китайских спасателей, оказавшиеся безрезультатными. 11 сентября к поискам подключился вертолёт ВВС КНР. В этот день Александр Зверев впервые заметил пролетавший вертолёт, но не смог привлечь его внимание. Вечером 11 сентября в Хотан прибыли российские спасатели — сотрудники МЧС и группа туристов-водников от ТССР и ФГСР.
12 сентября с воздуха были обнаружены принадлежащие пропавшей группе предметы, в том числе оба катамарана в 13—15 км один от другого. 14 сентября китайским спасателям удалось найти пригодную для посадки вертолёта площадку неподалёку от остатков четырёхместного катамарана, но добраться к ним они не смогли, так как посадочная площадка находилась на другом берегу реки. Поблизости от места посадки вертолёта был разбит временный лагерь, в который на следующий день доставили российских спасателей.
15 сентября спасатель Михаил Селезнёв на каяке переправился к остаткам четырёхместного катамарана и обнаружил два тела, которые позже были опознаны как Сергей и Иван Черники. Была налажена переправа через реку. Расположение обнаруженных вещей позволило сделать вывод, что после аварии часть группы выжила и была на этом месте.
16 сентября с воздуха было обнаружено третье тело, которое находилось на отмели ниже места обнаружения двухместного катамарана. Там удалось посадить вертолёт, чтобы подобрать его. Как выяснилось позже, это было тело Владимира Сметанникова. Александр Зверев увидел посадку вертолёта и решил, что таким образом ему указывают возможную точку эвакуации. Ему удалось переплыть реку и добраться до этого места, но вертолёт уже улетел. Александр остался поблизости в надежде, что вертолёт прилетит снова. Примерно в это же время Андрей Паутов принял решение выбираться из каньона. Он перебрался через реку, обнаружил следы Зверева и пошёл по ним. В этот день российский спасатель Сергей Бобырь заметил с вертолёта человека на берегу реки, но не смог привлечь внимание китайского экипажа вертолёта к своей находке. К концу дня в районе поисков ухудшилась погода: песчаная буря препятствовала полётам вертолётов.
18 сентября находившаяся у четырёхместного катамарана группа спасателей и тела Сергея и Ивана Черников были вывезены вертолётом в Хотан. 20 сентября китайские медики официально установили утопление как причину смерти всех троих погибших. Заключение было подтверждено российскими специалистами.
21 сентября вертолётами в район обнаружения тела Сметанникова было доставлено две группы спасателей. Сергей Бобырь не смог адаптироваться к набору высоты и остался в вертолёте, чтобы лететь обратно. Во время полёта он снова увидел на берегу человека. На этот раз ему удалось привлечь внимание экипажа вертолёта, в результате чего выживший, — это был Александр Зверев, — был подобран другим вертолётом, доставлен в Хотан и госпитализирован. Андрей Паутов повторно форсировал реку и к вечеру того же дня самостоятельно вышел в расположение лагеря спасателей. 22 сентября спасатели и Паутов были вывезены вертолётами в Хотан, где последний был госпитализирован.
Оба выживших туриста к моменту спасения голодали около 25 дней, но сохранили способность самостоятельно передвигаться. Их состояние было квалифицировано медиками как «средней тяжести». Погода снова ухудшилась и поисковые работы были приостановлены.
26 сентября были возобновлены воздушный и наземный поиск вниз по течению от места второй аварии, но найти Дмитрия Тищенко или его тело не удалось. По итогам этого дня российской стороной было решено поиски прекратить.
27 сентября самолёт с российскими спасателями, выжившими участниками похода и телами погибших вылетел из Хотана и 28 сентября прибыл в Москву, подобрав по пути проходившего лечение в Кашгаре российского альпиниста Сергея Бездитко, который перенёс инсульт на спуске с горы Конгур.
Китайская сторона ещё некоторое время вела поиски пропавшего без вести Дмитрия Тищенко наземными спасательными отрядами, но они остались безуспешными.

## Оценки и последствия

### Разбор происшествия туристическими организациями
Разбор несчастных случаев был произведён совместно Центральной маршрутно-квалификационной комиссией ТССР и МКК ФСТ-ОТМ. Члены комиссий не усмотрели технических ошибок в действиях туристов группы Черника во время первой аварии. Некоторые из связанных с аварией фактов (зацепление спасжилета Сергея Черника за «выжимную трубу» и отрыв всех рюкзаков от четырёхместного катамарана) остались необъяснёнными. Было отмечено несколько тактических ошибок при организации и подготовке похода. Причиной многочисленных ошибок в действиях выживших после первой аварии туристов были названы их неадекватное состояние и потеря руководителя. Были сделаны замечания в адрес выпускавшей группу маршрутно-квалификационной комиссии, однако нарушений ею и тургруппой действующих правил выявлено не было. Чья-либо виновность в происшествии комиссиями не установлена, основной причиной несчастных случаев названы природные силы — попадание судов в мощные «бочки» на неразведанных участках реки. Были даны рекомендации по предупреждению подобных несчастных случаев в дальнейшем:

1. при подготовке спортивных экспедиций в данный район планировать на прохождение реки не менее 20 дней и начинать сплав на 7 – 10 дней позже
2. вернуться к практике наличия в группах, совершающих походы 6 к.с., заместителя руководителя
3. для облегчения поиска спасательными службами с воздуха участники сложных автономных походов должны иметь спасжилеты (одежду) ярких тонов (красные, оранжевые), фальшфейеры, специальные сигнальные зеркала
4. для сложных автономных походов необходимо наличие спутникового телефона
5. разработать дополнительные рекомендации для групп и выпускающих МКК, касающиеся первопрохождений или длительных автономных экспедиций.

— Справка о разборе несчастного случая

### Общественная дискуссия
Вскоре после завершения спасательной операции происшествие с группой Сергея Черника стало предметом активной общественной дискуссии на различных уровнях, включая центральные СМИ, в которой высказывались полярные мнения.
Одни издания характеризовали участников похода как героев, стремившихся «установить рекорд, совершить подвиг первооткрывателей, проявить такие прекрасные качества, как мужество, профессионализм, воля». Другие подвергали их резкой критике, называя искателями острых ощущений. Высказывалось мнение, что туристы-экстремалы сознательно повышают уровень риска, пренебрегая средствами связи и подачи сигналов бедствия, из-за чего возрастает сложность и стоимость поисково-спасательных работ.
Затраты китайской стороны, задействовавшей в поисках около восьми тысяч человек и три вертолёта, по приблизительной оценке, превысили 2 млн долларов. Впрочем, со стороны Китая не поступало требований об оплате, кроме 22 000 евро за обработку, хранение и транспортировку тел погибших. Расходы МЧС на поисково-спасательную операцию составили примерно 250 000 долларов и были покрыты из бюджетных средств, что также стало поводом для критики. Отмечалось, что в других странах нет практики спасения туристов за государственный счёт. Был поднят вопрос о страховании экстремального туризма. В пользу необходимости страхования высказались опытные путешественники и должностные лица МЧС, включая С. К. Шойгу.

## Комментарии
1. ↑  «Бочка» — возникающий за мощным крутым сливом водоворот с сильным обратным течением на поверхности. Вода в «бочке» часто смешана с воздухом, что снижает плавучесть судна'"`UNIQ--ref-00000005-QINU`"'.